# Секст Юлий Юл
Секст Юлий Юл (лат. Sextus Iulius Iulus; V век до н. э.) — римский политический деятель из патрицианского рода Юлиев, военный трибун с консульской властью 424 года до н. э.
Коллегами Секста Юлия по должности были Аппий Клавдий Красс, Луций Сергий Фиденат и Спурий Навтий Рутил. Единственным заметным событием этого трибуната, по данным Тита Ливия, стали игры, обещанные гражданам во время войны с Фиденами.